# Eleccions legislatives luxemburgueses de 2013
Les eleccions legislatives luxemburgueses de 2013 se celebraren el 20 d'octubre de 2013 a Luxemburg. Es convocaren eleccions després que el primer ministre, Jean-Claude Juncker (aleshores el cap de govern amb més temps al càrrec de tots els estats de la Unió Europea) dimitís com a conseqüència d'un escàndol d'espionatge que implicava el Servei de Seguretat de l'Estat (SREL). La investigació determinà que Juncker no havia controlat el servei com calia.

## Resultats
| ← Eleccions legislatives luxemburgueses, 2013 → |                                                   |           |       |            |        |            |
| Partit                                          | Partit                                            | Vots      | %     | Diferència | Escons | Diferència |
|                                                 | Partit Popular Social Cristià (CSV)               | 1.103.636 | 33,68 | -4,32      | 23     | -3         |
|                                                 | Partit Socialista dels Treballadors (LSAP)        | 664.586   | 20,28 | −1,32      | 13     | =          |
|                                                 | Partit Democràtic (DP)                            | 597.879   | 18,25 | +3,25      | 13     | +4         |
|                                                 | Els Verds                                         | 331.920   | 10,13 | -1,57      | 6      | -1         |
|                                                 | Partit Reformista d'Alternativa Democràtica (ADR) | 217.683   | 6.64  | −1.46      | 3      | −1         |
|                                                 | L'Esquerra                                        | 161.759   | 4,94  | +1,64      | 2      | +1         |
|                                                 | Partit Pirata de Luxemburg (PPL)                  | 96.270    | 2,94  | nou        | 0      | nou        |
|                                                 | Partit Comunista de Luxemburg (KPL)               | 53.669    | 1,64  | +0,54      | 0      | =          |
|                                                 | Partit per la Democràcia Integral (PDI)           | 49.290    | 1,50  | nou        | 0      | nou        |
| Total                                           | Total                                             | 3.276.692 | 100   | —          | 60     | —          |
| Font: Centre Informatique de l'État             |                                                   |           |       |            |        |            |

Finalment, una coalició del Partit Democràtic, Partit Socialista dels Treballadors i Els Verds desbancà a Jean-Claude Juncker del poder després de 18 anys de mandat.